# 増田貴久 MASTER HITS
増田貴久 MASTER HITS（ますだたかひさ ますたー ひっつ）はbayfmで日曜日の22:30-23:00（正確には22:57まで）に放送されているラジオ番組。2005年4月1日放送開始。
DJは、NEWSの増田貴久である。

## 概要
普段は増田一人でDJを担当する。増田の誕生日やテゴマスのCDが発売されるときなど、NEWSの手越祐也が共にDJを担当することもあった。
リスナーから増田への素朴な質問、恋の悩みなどのメールを募集しており、メールが読まれたリスナーにはMASTER HITSの特製リボンが贈られていた。
番組では主にNEWSとテゴマスの曲を放送するが、他のジャニーズのグループの曲や、他のアーティストの曲も放送する。1回の放送で3曲程度放送する。

## コーナー
今週のNEWS
増田が自分の嬉しかったことや怒ったことなど、その一週間に経験したことを語る。
マッスークッキング
リスナーから募集したレシピを作って食べる。
ブレインマスター
リスナーから募集したなぞなぞやクイズに答える。
増田貴久のマスターピース
食べることと同じくらい音楽が好きな増田が、自分が名曲だと思う曲を放送する。
まっすーのむちゃぶりマスター
リスナーからむちゃぶりを募集し、増田がやってみる。
もしもまっすーが○○だったら
リスナーから○○を埋めるお題をもらい、増田がマネする。

### 過去にあった特別なコーナー
増田貴久のテレホンショッキング
番組放送100回スペシャルに、ファンからのメールによって行われたコーナーである。番組中、自分の携帯電話でNEWSのメンバー一人に電話をかけて、100回記念を祝ってもらう。100回記念ではNEWSの小山慶一郎に電話をかけた。その時小山と一緒にいたNEWSの加藤成亮にも祝ってもらった。なお、この放送から、番組のコールアウトスペシャルなどがあるたび、増田は必ず小山に電話することになっている。当初は増田自身の携帯電話で電話していたが、雑音がひどく聞こえないというリスナーもいたため、スタジオの電話を使用することになった。
スウェーデンクイズ
テゴマスとしてスウェーデンでデビューして、帰国してから行われたコーナーである。増田がスウェーデンのことについてクイズを答える。